# بيدستان (قزوين)
بيدستان (بالفارسية: بیدستان) هي منطقة سكنية تقع في إيران في ناحية محمدية. يقدر عدد سكانها بـ 20,110 نسمة حسب تعداد عام 2006.